# Ubeidiya (Cisjordanie)
Ubeidiya, en arabe : العبيدية, est une ville du gouvernorat de Bethléem en Palestine, située à 6 km à l'est de Bethléem, en Cisjordanie.
Selon le recensement du bureau central palestinien des statistiques, la localité compte une population de 14 460 habitants en 2017.